# Raúl Martín
Raúl Martín (Buenos Aires, 9 de octubre de 1957) es un eclesiástico católico argentino, arzobispo de Paraná desde 2025. Fue obispo de Santa Rosa desde 2013 hasta 2025.

## Biografía
Nació el 9 de octubre de 1957, en la ciudad argentina de Buenos Aires.
Realizó su formación primaria y secundaria en el colegio Manuel Belgrano, regentado por la Congregación de los Hermanos Maristas, en el barrio porteño de Belgrano.
Estudió la carrera universitaria de Ingeniería, pero descubrió su vocación religiosa y abandonó sus estudios universitarios para seguirla. En 1978, ingresó al Seminario Metropolitano de Buenos Aires, donde realizó sus estudios eclesiásticos. 
Tras realizar estudios en la Universidad Católica Argentina, obtuvo la licenciatura y el profesorado en Teología.

### Sacerdocio
Su ordenación sacerdotal fue el 17 de noviembre de 1990, en el Estadio Luna Park, a manos del arzobispo Antonio Quarracino; incardinándose en la arquidiócesis de Buenos Aires.
Como sacerdote desempeñó los siguientes ministerios:
- Vicario parroquial de Nuestra Señora de la Anunciación, en el barrio Villa Urquiza; y asistente eclesiástico del Seminario Catequístico María Sede de la Sabiduría (1991-1994).
- Encargado de la Pastoral para Niños de la Vicaría Devoto (1994).
- Vicario parroquial de San Ramón Nonato, en el barrio Vélez Sarsfield (1994-1997).
- Vice encargado diocesano de la Pastoral para Niños (1995-1996).
- Miembro del Consejo Presbiteral (1996-2006).
- Párroco de Nuestra Señora del Perpetuo Socorro, en el barrio Villa Luro (1997-2000).
- Párroco de la Basílica de San Antonio de Padua, en Villa Devoto (2001-2006).
- Director espiritual del Seminario Patagónico San Pedro y San Pablo, sede Buenos Aires (2003-2006).[2]

## Episcopado

### Obispo auxiliar de Buenos Aires
El 1 de marzo de 2006, el papa Benedicto XVI lo nombró obispo titular de Troina y obispo auxiliar de Buenos Aires. Fue consagrado el 20 de mayo del mismo año, en la catedral de Buenos Aires, a manos del cardenal-arzobispo Jorge Mario Bergoglio.
- Vicario episcopal de la Vicaría de Devoto (desde 2006).
- Miembro del Consejo de Asuntos Económicos (desde 2008).

En la Conferencia Episcopal Argentina (CEA), fue miembro de la Comisión Episcopal de Misiones, y delegado episcopal para la Juventud. En el Consejo Episcopal Latinoamericano (CELAM), fue presidente  Departamento de Familia, Vida y Juventud.

### Obispo de Santa Rosa

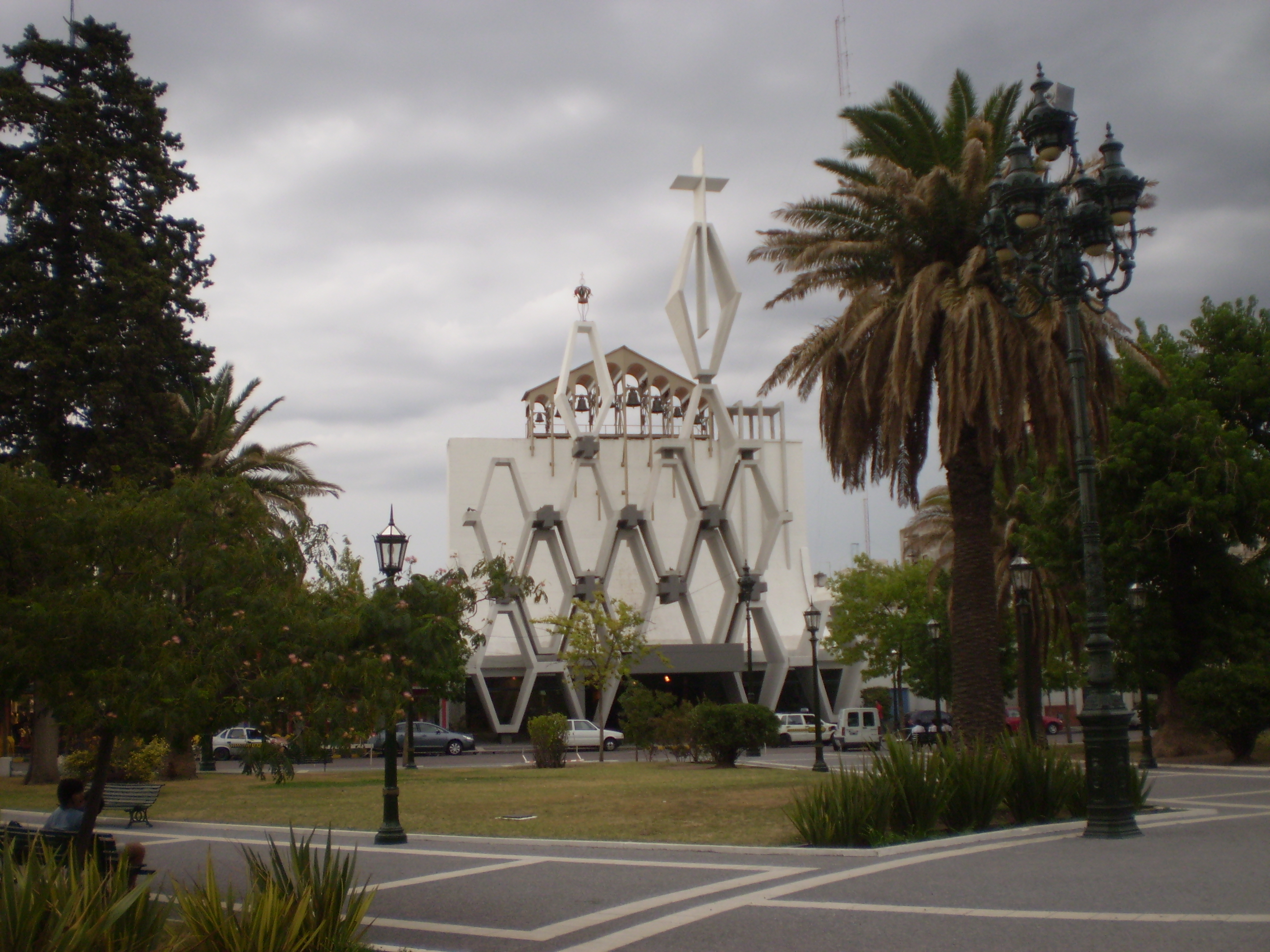
Catedral de Santa Rosa. Martín fue obispo diocesano entre 2013 y 2025.

El 24 de septiembre de 2013, el Francisco lo nombró obispo de Santa Rosa. Tomó posesión canónica el 30 de noviembre del mismo año, durante una ceremonia en la catedral de Santa Rosa.
Durante su pontificado pampeano recorría «60.000 km dando vueltas por toda la provincia».
El 5 de junio de 2020, firmó el decreto erigiendo como asociación pública de fieles a la Asociación Diocesana de Scouts Católicos (Adisca). En el mismo decreto, aprobó el Estatuto y designó al asesor de la organización. Ese mismo año, se adhirió a la Coordinación de Asociaciones Diocesanas de Scouts Católicos de la Argentina (Cadisca).
El 16 de marzo de 2021, constituyó la Comisión Pastoral Prejudicial para causas de nulidad matrimonial.
En la CEA, fue miembro de la Comisión Episcopal de Misiones (2014-2021),  delegado suplente de la región pastoral Platense (2017-2024), miembro de la Comisión Episcopal para la Vida, los Laicos y la Familia (2021-2024), y miembro del Consejo de Asuntos Económicos por la Región Platense (2021-2025).

### Arzobispo de Paraná
El 28 de mayo de 2025, el papa León XIV lo nombró arzobispo de Paraná.

## Posiciones políticas e ideológicas

### Benedicto-Francisco: sobre la verdad
El 13 de marzo de 2013, tras la elección del papa Francisco, el obispo Martín declaró en el programa Hora 20 de Caracol Radio que el gran desafío del nuevo pontífice es el mismo que enfrenta la Iglesia: "acercarse a la realidad para acercarse a Jesús". Añadió que no existen grandes diferencias entre la labor del papa Francisco y la de su antecesor, Benedicto XVI, ya que ambos comparten "el camino de hacer las cosas bien". Asimismo, expresó su convicción de que la Iglesia contará con un papa "buscador de la verdad" y que no tiene duda de que dedicará su misión a alcanzar ese propósito.

### Aborto
A inicios de agosto de 2018, el obispo Martín se dirigió a la comunidad pampeana ante la votación del proyecto de legalización del aborto. Recordó las palabras recientes del papa Francisco, quien llamó a defender con claridad y firmeza la vida del no nacido, por tratarse de la dignidad humana. Aunque reconoció que el debate no debe basarse solo en principios religiosos, pidió a los católicos no ser indiferentes y actuar "con respeto, sin violencia y con caridad". Invitó a rezar en comunidad y anunció una jornada de ayuno y oración para el miércoles 8 de agosto, afirmando que "la oración es nuestra gran fuerza ante Dios".

### No apoyo partidista
En 2021, Martín afirmó que "de ninguna manera, y bajo ninguna circunstancia, postulamos ni favorecemos a ningún espacio político", incluso si este se identifica como "católico". Añadió que «la Iglesia, y en particular la Diócesis de Santa Rosa, respeta la libertad de conciencia de cada uno...».

## Controversias

### Caso Murri
En enero de 2019, el sacerdote ultraconservador Luis Murri denunció una supuesta "persecución" por parte del obispo Raúl Martín, quien lo removió de la parroquia de 25 de Mayo debido a su postura ideológica. Murri, colaborador de la revista Cabildo y señalado por sus simpatías nacionalistas, ya había sido expulsado anteriormente de un colegio católico tras denuncias de padres que lo acusaban de promover métodos de autoflagelación.
En una entrevista con la radio municipal de 25 de Mayo, Murri se definió como víctima del obispo "modernoso" y defendió su "estilo sacerdotal" y formación, afirmando que no se ajustaban al molde de la "iglesia pampeana". En una carta publicada por el portal conservador Adelante la Fe, reiteró su postura.
Durante su carrera, Murri estuvo a cargo de parroquias en Quemú Quemú, Ingeniero Luiggi, Embajador Martini y Alta Italia. Fue trasladado a Mendoza tras su paso por 25 de Mayo. En 2008, el diario La Arena lo vinculó con figuras filonazis y lo describió como admirador del sacerdote Alberto Ezcurra Uriburu, fundador del grupo nacionalista Tacuara.

### Prohibición de arrodillarse en Misa
Martín hizo pública una controvertida disposición que prohíbe a los acólitos arrodillarse al momento de recibir la Eucaristía, estableciendo esta medida como obligatoria en toda la diócesis de Santa Rosa. Su aplicación ha generado polémica, especialmente en comunidades del interior. También se han conocido amonestaciones públicas a monaguillos durante la celebración de la misa, lo que ha intensificado el malestar en algunos sectores.